# Artabotrys le-testui
Artabotrys le-testui este o specie de plante angiosperme din genul Artabotrys, familia Annonaceae, descrisă de François Pellegrin. Conform Catalogue of Life specia Artabotrys le-testui nu are subspecii cunoscute.